# Lliga Balcànica
La Lliga Balcànica va ser l'aliança que va unir Sèrbia, Montenegro, Grècia i Bulgària contra l'Imperi Otomà durant les Guerres balcàniques.

## Antecedents
Els Balcans havien estat en un estat d'agitació des de principis del 1900, amb anys de guerra de guerrilles a Macedònia seguits de la Revolució dels Joves Turcs, la prolongada crisi de Bòsnia i diversos aixecaments albanesos. L'esclat de la guerra italo-turca el 1911 havia debilitat encara més els otomans i envalentia els estats balcànics. Sota la influència russa, Sèrbia i Bulgària van resoldre les seves diferències i van signar una aliança, originalment dirigida contra Àustria-Hongria el 13 de març de 1912, però, en afegir-hi un capítol secret, va redirigir essencialment l'aliança contra l'Imperi Otomà.
La revolució dels Joves Turcs (1908-1909), que va destronar el soldà Abdülhamit II, unida a la victòria italiana (1912) en la guerra italoturca, van fer augmentar la debilitat de l'Imperi Otomà. A la vegada, els estats balcànics van veure la necessitat d'unir-se per fer front a l'Imperi Otomà i al nacionalisme turc que creixia als Balcans.
La tensió creix ràpidament a la península dels Balcans durant aquell estiu, especialment després del 14 d'agost, quan Bulgària va enviar una petició al govern del soldà Mehmet V demanant l'autonomia de Macedònia, aleshores sota dominació otomana.

## Reacció de les potències
Després de la Guerra de Crimea (1853-1856), Rússia es va adonar que les altres grans potències no escatimarien esforços per impedir-li l'accés al Mediterrani. Com a conseqüència, va començar a dissenyar un ambiciós pla d'expansió indirecta mitjançant la creació d'estats amics i estretament aliats sota el patrocini rus a la península balcànica. Així doncs, es generaria un emergent moviment paneslàvic, que a partir constituir la base de la política exterior russa fins al final del règim tsarista el 1917.
A partir de la victòria a la guerra russo-turca de 1877–1878, Rússia va aconseguir establir un estat búlgar autònom, així com salvar a Sèrbia de l'aniquilació a mans dels turcs el 1876. Rússia va obligar els otomans a acceptar una Sèrbia totalment independent i en expansió dos anys més tard.
La nova Lliga no va passar inadvertida a Europa. França advertida pel suport de Rússia a la Lliga, i de la seva cada vegada més gran influència a la regió, decideix aliar-se amb Àustria-Hongria, per no veure aparèixer un gran estat reunint els eslaus del sud, sota influència russa.
Els Estats balcànics van començar a mobilitzar les tropes el 30 de setembre. Vuit dies més tard, Montenegro va declarar la guerra a l'Imperi Otomà, que estava feble, desorganitzat i dividit. El 18 d'octubre, els aliats balcànics van entrar en guerra en suport de la causa montenegrina, un fet que va desfermar la primera guerra dels Balcans.
Durant els dos mesos que van seguir, l'aliança balcànica va aconseguir un seguit de victòries decisives sobre els turcs, i els van forçar a abandonar Albània, Macedònia i gairebé totes les seves possessions al sud-est d'Europa, tret d'Istanbul. A finals de novembre, els turcs van sol·licitar un armistici, l'acord del qual va ser signat el 3 de desembre per tots els aliats balcànics, tret de Grècia, que va prosseguir les operacions militars contra els turcs.

## Conseqüències
Com a resultat de la guerra, els exèrcits balcànics combinats van destruir efectivament el poder otomà a Europa en una sèrie de victòries. Tanmateix, el triomf de la Lliga va ser de curta durada. Els antagonismes entre els estats balcànics encara van persistir, i després de la conclusió exitosa de la Primera Guerra Balcànica, van ressorgir, sobretot per la partició de Macedònia. Les tensions creixents van trencar efectivament la Lliga i va esclatar la Segona Guerra Balcànica quan Bulgària, confiada en una ràpida victòria, va atacar els seus antics aliats Sèrbia i Grècia. Els exèrcits serbis i grecs van rebutjar l'ofensiva búlgara i van contraatacar, penetrant a Bulgària.
A mitjans de desembre, els representants de les faccions enfrontades es van reunir amb les principals potències europees a Londres per intentar resoldre la qüestió dels Balcans. La conferència va acabar en un fracàs el 6 de gener de 1913 pel rebuig dels turcs de les condicions de pau. El 23 de gener, un grup de nacionalistes radicals fan un cop d'Estat a l'Imperi Otomà i en menys de set dies, els combats es reprenen.
Durant la guerra, el rei Jordi I de Grècia va ser assassinat a Tessalònica per Alexandros Schinas. Això va generar un canvi en la política exterior grega de clarament favorable a l'Entente a la neutralitat, ja que el nou rei Constantí I, a diferència del seu pare i el seu popular primer ministre, era proalemany i va intentar mantenir el país neutral en el proper conflicte mundial. Amb l'esclat de la Primera Guerra Mundial i la intervenció de l'Entente a Macedònia, el conflicte entre el rei i el primer ministre es va deteriorar constantment, i finalment va provocar el Cisma Nacional, que va contribuir en gran manera a la pèrdua de la següent guerra contra la Turquia de Kemal Atatürk i va condicionar la política grega durant més de mig segle.
La tensió a la regió, sobre el repartiment dels antics territoris otomans, va ser tan important que una Segona guerra balcànica va esclatar, de juny a juliol de 1913, unint l'Imperi Otomà, Romania, Grècia i Sèrbia contra Bulgària, principal beneficiària de la primera guerra. Els otomans van recuperar la Tràcia oriental, després de la victòria dels aliats agrupats contra els búlgars, mentre que aquests últims perdien l'essencial de les seves adquisicions de la guerra precedent.